# ぼくが地球を救う〜Sounds Of Spirit〜
『ぼくが地球を救う〜Sounds Of Spirit〜』（ぼくがちきゅうをすくう サウンズ・オブ・スピリット）は、日本のR&BグループのSkoop On Somebodyが2002年8月7日にリリースした通算17枚目（Skoop On Somebodyとしては9枚目）のシングル。

## 概要
TBS系ドラマ『ぼくが地球を救う』主題歌。
アレンジは鷺巣詩郎が担当。
デビュー後初のシングルトップ10入りを果たした。

## 収録曲
作曲・編曲：S.O.S.（特記以外）
1. ぼくが地球を救う〜Sounds Of Spirit〜
  - 作詞：松尾潔・S.O.S.　編曲：鷺巣詩郎
2. LAST SUMMER (4:41)
  - 作詞：松尾潔
3. Tears of JOY (Club S.O.S. Version) (5:10)
  - 作詞:松尾潔・S.O.S.
4. Sounds Of Spirit (S.O.U.L.remix=Sounds Of Uraban London=) (4:50)
  - 編曲:鷺巣詩郎